# Lissazounmè
Lissazounmè ist ein Arrondissement im Departement Zou im westafrikanischen Staat Benin. Es ist eine Verwaltungseinheit, die der Gerichtsbarkeit der Kommune Agbangnizoun untersteht.

## Demografie und Verwaltung
Gemäß der Volkszählung 2013 des beninischen Statistikamtes INSAE hatte das Arrondissement 9355 Einwohner, davon waren 4371 männlich und 4984 weiblich.
Von den 53 Dörfern und Quartieren der Kommune Agbangnizoun entfallen sieben auf Lissazounmè:
1. Dilly-Fanou
2. Houndo
3. Lissazounmè
4. Mignonhito
5. Oungbènoudo
6. Sèkidjato
7. Zoungbo-Gblomè